# クマン語 (ニューギニア)
クマン語（英: Kuman）は、パプアニューギニアのシンブ州で話されている言語である。チンブ語（英: Chimbu）ともシンブ語（英: Simbu）ともいう。1994年時点で、約8万人の人に話されており、そのうち約1万人は単一言語話者である。2000年時点では、話者は11万5000人に増えている。
他のチンブ諸語と同様、クマン語には非常に珍しい側面音がある。すなわち、典型的な /l/ の他に、「側面解放軟口蓋破擦音」を有する。これは、語中で有声音になり、語末で無声音になる（語頭には生起しない）。関連する他の言語に基づけば、この音は恐らく /k͡ʟ̝̊/ であり、異音表記すれば [ɡ͡ʟ̝] となる。
文法的には、SOV型の構文を持つ。